# Governo Stocker
Il Governo Stocker è il 37º ed attuale governo dell'Austria, in carica dal 3 marzo 2025. 
Si tratta di un governo di coalizione (il primo ad essere composto da ben tre partiti politici) tra il Partito Popolare Austriaco (ÖVP), il Partito Socialdemocratico d'Austria (SPÖ) e NEOS, nato in seguito alle elezioni parlamentari dell’anno precedente.

## Storia

### Formazione
In seguito alle elezioni parlamentari dell’anno precedente, che hanno lasciato un Consiglio nazionale abbastanza frammentato a causa del contemporaneo indebolimento dei principali partiti politici (Partito Popolare Austriaco — ÖVP — e Partito Socialdemocratico d'Austria — SPÖ — ed al conseguente successo dell’estrema destra del Partito della Libertà Austriaco — FPÖ), per il paese è iniziato un complesso periodo post-elettorale, caratterizzato da lunghe negoziazioni ed ampie difficoltà in tutto il processo di formazione.
Constatato l’esito del voto, dunque, i principali partiti politici hanno presto iniziato a dialogare fra loro, facendo però emergere, visto anche un preventivo ed iniziale rifiuto delle parti di collaborare con il Partito della Libertà Austriaco (FPÖ), solo uno stretto ventaglio di percorsi per una nuova coalizione politica che il Presidente federale dell'Austria, Alexander Van der Bellen, dovendo affidare l’incarico per la formazione di un nuovo esecutivo, ha presto appreso a seguito delle consultazioni.
Tenuto conto di ciò, il Capo di Stato ha deciso di affidare inizialmente l’incarico al Cancelliere federale uscente Karl Nehammer, il quale, dopo averlo ricevuto, ha presto orientato il suo sguardo ad una Grande coalizione a tre, inedita per il paese, con il Partito Socialdemocratico d'Austria (SPÖ) e NEOS - La Nuova Austria e Forum Liberale (NEOS) ed escludendo ogni tipo di rapporto con il Partito della Libertà Austriaco (FPÖ), frustrando così molto il suo leader Herbert Kickl e la relativa dirigenza.
Accettato dunque l’invito al negoziato, i tre partiti politici hanno presto tenuto una serie di colloqui e discussioni per negoziare un programma politico condiviso, sebbene la progressiva divergenza di opinioni abbia presto portato ad un continuato allungamento dei tempi sino all’anno successivo ed ad una progressiva sfiducia tra le parti, sfociata in data 3 gennaio con la fuoriuscita di NEOS dalle trattative ed alle contestuali dimissioni irrevocabili, in data 5 gennaio, di Karl Nehammer che, constatato il fallimento, ha dichiarato il suo ufficiale ritiro dalla scena politica, venendo contestualmente sostituto ad interim, su diretta designazione presidenziale, da Alexander Schallenberg, entrato in carica a partire dal 10 gennaio.
A causa di questo terremoto politico, quindi, il Partito della Libertà Austriaco (FPÖ) ha presto richiesto nuovamente a gran voce di poter ricevere un tentativo di formare un governo, protestando contro l’arbitrarietà di Van der Bellen nell’escludere il partito politico, portando così la Presidenza, messa alle strette dal rischio di nuove elezioni, a conferire ufficialmente il mandato ad Herbert Kickl, innescando tuttavia in questo modo sentite proteste di piazza.
Kickl dunque, determinato a raggiungere la Cancelleria federale, ha presto intavolato delle discussioni con il più affine Partito Popolare Austriaco (ÖVP), sfruttando un momento di apertura al dialogo da parte di quest’ultimo con l’ascesa a leader ad interim di Christian Stocker ed al ridimensionamento della fazione anti-FPÖ precedentemente guidata da Karl Nehammer, giungendo così in breve tempo ad un programma di governo congiunto ed all’espletamento delle ultime formalità.
All’ultimo minuto, tuttavia, per una serie di discordanze in tema di allocazione dei ministeri, le trattative sono nuovamente saltate, portando così all’ennesimo fallimento del mandato e ad una totale situazione di stallo politico, che ha fatto presto presagire un diretto intervento presidenziale per cercare di risolvere la situazione.
In siffatto contesto d’urgenza, dunque, il Presidente Van der Bellen ha vigorosamente richiesto ancora una volta, dopo un giro di consultazioni, al Partito Popolare Austriaco (ÖVP) di avviare le negoziazioni, al fine di evitare un peggioramento dell’instabilità politica del paese. Questo, recepita l’urgenza, ha perciò presto intavolato un ennesimo dialogo con gli ex-negoziatori socialdemocratici e centristi che, spinti a loro volta dalle circostanze, hanno in definitiva concluso abbastanza celermente un accordo di governo, modificando solo in parte quello già raggiunto precedentemente.
Grazie a ciò, il governo è così potuto entrare in carica con pieni poteri in data 3 marzo.

## Compagine di governo

### Appartenenza politica
L'appartenenza politica dei membri del Governo alla sua formazione è la seguente:
| Partito | Partito                                         | Cancelliere | Ministri | Segretari di Stato | Totale |
| ------- | ----------------------------------------------- | ----------- | -------- | ------------------ | ------ |
|         | Partito Popolare Austriaco (ÖVP)                | 1           | 5        | 3                  | 9      |
|         | Partito Socialdemocratico d'Austria (SPÖ)       | -           | 6        | 3                  | 9      |
|         | NEOS - La Nuova Austria e Forum Liberale (NEOS) | -           | 2        | 1                  | 3      |
| Totale  | Totale                                          | 1           | 13       | 7                  | 21     |

### Provenienza geografica
La provenienza geografica dei membri del Governo alla sua formazione si può così riassumere:
| Stato federato | Cancelliere | Ministri | Segretari di Stato | Totale |
| -------------- | ----------- | -------- | ------------------ | ------ |
| Bassa Austria  | 1           | 4        | -                  | 5      |
| Vienna         | -           | 4        | 1                  | 5      |
| Alta Austria   | -           | 3        | 2                  | 5      |
| Salisburghese  | -           | 1        | 2                  | 3      |
| Stiria         | -           | -        | 2                  | 2      |
| Tirolo         | -           | 1        | -                  | 1      |

### Situazione parlamentare
| Camera      | Collocazione | Partiti                       | Seggi     |
| ----------- | ------------ | ----------------------------- | --------- |
| Nationalrat | Maggioranza  | ÖVP (51), SPÖ (41), NEOS (18) | 110 / 183 |
| Nationalrat | Opposizione  | FPÖ (57), DG (16)             | 73 / 183  |

## Composizione
Partito Popolare Austriaco (ÖVP)
     Partito Socialdemocratico d'Austria (SPÖ)
     NEOS - La Nuova Austria e Forum Liberale (NEOS)
| Cancelleria federale                                                                       | Cancelleria federale | Cancelleria federale | Cancelleria federale              | Cancelleria federale             |
| Carica                                                                                     | Titolare             | Titolare             | Titolare                          | Segretari di Stato               |
| ------------------------------------------------------------------------------------------ | -------------------- | -------------------- | --------------------------------- | -------------------------------- |
| Cancelliere federale                                                                       |                      |                      | Christian Stocker (ÖVP)           | Alexander Pröll (ÖVP)            |
| Vicecancelliere federale                                                                   |                      |                      | Andreas Babler (SPÖ)              | Alexander Pröll (ÖVP)            |
| Ministro della Cancelleria per l’Integrazione, l’Unione Europea, la Famiglia e la Gioventù |                      |                      | Claudia Plakolm (ÖVP)             | Alexander Pröll (ÖVP)            |
| Ministeri federali                                                                         |                      |                      |                                   |                                  |
| Ministri                                                                                   | Ministri             | Ministri             | Ministri                          | Segretari di Stato               |
| Abitazioni, Arti, Cultura, Servizio civile e Sport                                         |                      |                      | Andreas Babler (SPÖ)              | Michaela Schmidt (SPÖ)           |
| Affari Esteri ed Europei                                                                   |                      |                      | Beate Meinl-Reisinger (NEOS)      | Sepp Schellhorn (NEOS)           |
| Economia, Energia e Turismo                                                                |                      |                      | Wolfgang Hattmannsdorfer (ÖVP)    | Elisabeth Zehetner (ÖVP)         |
| Interno                                                                                    |                      |                      | Gerhard Karner (ÖVP)              | Jörg Leichtfried (SPÖ)           |
| Difesa nazionale                                                                           |                      |                      | Klaudia Tanner (ÖVP)              | Carica non assegnata             |
| Agricoltura, Foreste, Protezione del clima e dell'ambiente, Regioni e Gestione delle acque |                      |                      | Norbert Totschnig (ÖVP)           | Carica non assegnata             |
| Trasporti, Innovazione e Tecnologia                                                        |                      |                      | Peter Hanke (SPÖ)                 | Carica non assegnata             |
| Donne, Scienza e Ricerca                                                                   |                      |                      | Eva-Maria Holzleitner (SPÖ)       | Carica non assegnata             |
| Finanze                                                                                    |                      |                      | Markus Marterbauer (Indipendente) | Barbara Eibinger-Miedl (ÖVP)     |
| Lavoro, Affari sociali, Salute, Assistenza e Tutela dei consumatori                        |                      |                      | Korinna Schumann (SPÖ)            | Ulrike Königsberger-Ludwig (SPÖ) |
| Giustizia                                                                                  |                      |                      | Anna Sporrer (Indipendente)       | Carica non assegnata             |
| Istruzione                                                                                 |                      |                      | Christoph Wiederkehr (NEOS)       | Carica non assegnata             |

### Esplicative
1. 1 2  Uno dei quali è anche Vicecancelliere federale.
2. ↑  Viene riportata la situazione parlamentare solo di questa camera (e non anche del Bundesrat) poiché solo quest'ultima ha il potere di controllare il rapporto di fiducia con l'esecutivo.
3. ↑  Con delega alla Digitalizzazione ed al Coordinamento.
4. ↑  Con delega allo Sport.
5. ↑  Con delega alla Deregolamentazione.
6. ↑  Con delega all’Energia, al Turismo ed alle Startup.
7. ↑  Con delega alla Sicurezza delle frontiere.
8. 1 2  Nomina in quota Partito Socialdemocratico d'Austria (SPÖ).
9. ↑  Con delega alla Salute.

### Bibliografiche
1. ↑   Francesco Bortoletto, L’Austria vira a destra: l’Fpö è primo partito, si apre il rebus del governo, eunews, 30 settembre 2024.
2. ↑  (DE) Bundespräsident Van der Bellen beauftragt Nehammer mit Regierungsbildung, Die Presse, 22 ottobre 2024.
3. ↑   In Austria l’incarico di formare un governo non è stato dato all’estrema destra, Il Post, 22 ottobre 2024.
4. ↑   In Austria il partito centrista NEOS ha lasciato le trattative per formare un nuovo governo, Il Post, 3 gennaio 2025.
5. ↑   In Austria il cancelliere Karl Nehammer si dimetterà, Il Post, 5 gennaio 2025.
6. ↑   In Austria Alexander Schallenberg sarà il cancelliere ad interim dopo le dimissioni di Karl Nehammer, Il Post, 7 gennaio 2025.
7. ↑   In Austria il leader dell’estrema destra proverà a formare un governo, Il Post, 6 gennaio 2025.
8. ↑   L’Austria è molto vicina al suo primo cancelliere di estrema destra, Il Post, 9 gennaio 2025.
9. ↑   Per ora l’Austria non avrà un cancelliere di estrema destra, Il Post, 12 febbraio 2025.
10. ↑  (EN) Francois Murphy, Austrian liberals join talks on forming a centrist coalition government, Reuters, 21 febbraio 2025.
11. ↑   C’è un accordo sul governo in Austria, senza l’estrema destra, Il Post, 27 febbraio 2025.
12. ↑   Christian Stocker, leader dei Popolari, è il nuovo cancelliere austriaco, Il Post, 3 marzo 2025.